# 미나미 리호
미나미 리호(일본어: 南 りほ, 1995년 11월 1일~)는 일본의 배우이다.